# Jihlava (distrikt)
För andra betydelser, se Jihlava (olika betydelser).
Jihlava (tjeckiska: okres Jihlava) är ett distrikt i Tjeckien. Det ligger i regionen Vysočina, i den centrala delen av landet, 120 km sydost om huvudstaden Prag. Antalet invånare är 108 340. Arean är 1 199 kvadratkilometer. Distriktet Jihlava gränsar till Třebíč.
Terrängen i distriktet Jihlava är kuperad söderut, men norrut är den platt.
Distriktet Jihlava delas in i:
- Jezdovice
- Hybrálec
- Jersín
- Jamné
- Hubenov
- Dlouhá Brtnice
- Plandry
- Otín
- Opatov
- Puklice
- Panské Dubenky
- Rančířov
- Ořechov
- Radkov
- Pavlov
- Panenská Rozsíčka
- Růžená
- Řásná
- Rantířov
- Sedlatice
- Rozseč
- Rybné
- Rohozná
- Řídelov
- Stáj
- Smrčná
- Střítež
- Sedlejov
- Suchá
- Strachoňovice
- Polná
- Nová Říše
- Zbinohy
- Kalhov
- Věžnička
- Zbilidy
- Okres Jihlava
- Zhoř
- Švábov
- Vanov
- Třeštice
- Urbanov
- Svojkovice
- Ústí
- Vanůvek
- Šimanov
- Vápovice
- Vílanec
- Vyskytná nad Jihlavou
- Věžnice
- Vysoké Studnice
- Volevčice
- Vystrčenovice
- Žatec
- Záborná
- Ždírec
- Zadní Vydří
- Zvolenovice
- Čížov
- Telč
- Dvorce
- Klatovec
- Měšín
- Hodice
- Mirošov
- Boršov
- Bílý Kámen
- Arnolec
- Dudín
- Kozlov
- Bohuslavice
- Hostětice
- Stonařov
- Brtnice
- Zdeňkov
- Velký Beranov
- Hojkov
- Jihlávka
- Třešť
- Cejle
- Dobronín
- Luka nad Jihlavou
- Kaliště
- Kamenná
- Ježená
- Kostelec
- Větrný Jeníkov
- Milíčov
- Krahulčí
- Mrákotín
- Dušejov
- Lhotka
- Knínice
- Mysliboř
- Jindřichovice
- Horní Myslová
- Hrutov
- Kamenice
- Dyjice
- Borovná
- Stará Říše
- Bítovčice
- Kostelní Myslová
- Malý Beranov
- Černíč
- Dobroutov
- Kněžice
- Olší
- Olšany
- Markvartice
- Brtnička
- Cerekvička-Rosice
- Dolní Vilímeč
- Doupě
- Brzkov
- Horní Dubenky
- Batelov
- Dolní Cerekev
- Nadějov
- Hladov
- Mysletice
- Nevcehle
- Krasonice

Följande samhällen finns i distriktet Jihlava:
- Jihlava
- Třešť
- Telč
- Polná